# Марков Руслан Валерійович
Русла́н Вале́рійович Ма́рков — ((позивний «Марк»); * 29 грудня 1974 року в місті Черкаси, Черкаського району, Черкаської області, Україна — 24 січня 2023 року, Вугледар, Донецької області) — солдат Збройних сил України, нагороджений орденом «За мужність» III ступеня (2022) (посмертно), медаллю «За військову службу Україні»,
почесним званням «Захисник України — Герой Черкас» (2023, посмертно), почесним званням «Золота Зірка» — Герой козацтва (2023, посмертно).

## Життєпис
Закінчив Черкаську ЗОШ № 28 м. Черкаси у 1989 році,Черкаське вище професійне училище у 1992 році . Руслан навчався в Черкасах на оператора верстатів ЧПУ.
З 1999 року був призначений помічником секретаря Черкаської єпархії Української Православної Церкви, Свято-Троїцький кафедральний собор (Черкаси) та брав участь у його будівництві.
З (2005—2021) був професійним тілоохоронцем PBA, мав великий міжнародний досвід служби у різних гарячих точках планети.

### Повномасштабне вторгнення
Учасник Російське вторгнення в Україну (з 2022—2023), З перших днів повномасштабного вторгнення добровільно пішов захищати Батьківщину, ділився особистим професійним досвідом з побратимами.
Брав участь у боях за Попасну у 2022 році в якості стрільця 3-ї роти в складі 156 батальйону, де під час бойових дій і загибелі командира взяв командування підрозділом під свій контроль, врятувавши своїми діями багато життів в результаті чого було виконане бойове завдання та збережені життя особового складу. За цей Героїчний вчинок побратими створили електронну петицію президенту яка набрала необхідну кількість підписів (25 000) про присвоєння звання «Героя України».
17 січня 2023 року був переведений кулеметником до 157-го батальйону, де загинув разом із кількома турецькими військовослужбовцями батальйону під час виконання бойового завдання в районі Вугледару..

Руслана поховано на Алеї Слави (м. Черкаси).

## Родина
- Мама, Маркова Надія Миколаївна[5]
- Дружина, Маркова Наталія Василівна
- Син, Марков Сергій Русланович

## Нагороди
- орден «За мужність» III ступеня (2022) (посмертно) — за особисту мужність і самовіддані дії, виявлені у захисті державного суверенітету та територіальної цілісності України, вірність військовій присязі.[1]

- почесне звання «Захисник України — Герой Черкас» (2023, посмертно)
- почесне звання «Золота Зірка» — Герой козацтва (2023, посмертно)
- медаль «За військову службу Україні»[8]